# Jeunesse Sportive et Culturelle Pitray-Olier
La Jeunesse Sportive et Culturelle Pitray-Olier è una società calcistica francese, con sede a Parigi.

## Storia[1]
La società venne fondata nel 1895 con il nome di Patronage Olier dal parroco della chiesa di Saint-Sulpice Gaston Simard de Pitray, dedicandola al curato del XVII secolo Jean-Jacques Olier.
Il club visse il massimo momento di gloria prima della Grande Guerra, ottenendo la vittoria nel Championnat de France de football FGSPF in tre occasioni (1908, 1910 e 1914) e conquistando due edizioni del Trophée de France (1908 e 1910).
Partecipò alla prima edizione della Coppa di Francia, venendo eliminata nei sedicesimi di finale.
Nel periodo prima del primo conflitto mondiale, ancora con la denominazione di Patronage Olier ha fornito alla nazionale di calcio francese due giocatori.
Dopo il conflitto mondiale la società perde importanza.
Nel 1964 il Patronage Olier cambia nome in Jeunesse Sportive et Culturelle Pitray-Olier, per omaggiare, oltre il curato Olier anche il suo fondatore, Pitray.

## Palmarès

### Competizioni nazionali
- Championnat de France de football FGSPF: 3

1908, 1910, 1914
- Trophée de France: 2

1908, 1910

### Altri piazzamenti
- Trophée de France:

Semifinalista: 1914